# Società Sportiva Lazio 1963-1964
Questa voce raccoglie le informazioni riguardanti la Società Sportiva Lazio nelle competizioni ufficiali della stagione 1963-1964.

## Stagione
Nella stagione 1963-1964, la Lazio, promossa dalla Serie B nella stagione precedente, disputa il campionato di Serie A. A inizio stagione il direttore tecnico Juan Carlos Lorenzo prende il posto di Roberto Lovati come allenatore.
In Campionato la squadra, con 30 punti, si piazza in ottava posizione. Lo scudetto è vinto dal Bologna, al suo settimo titolo, che batte, nello spareggio, l'Inter per 2-0, dopo che le due formazioni avevano chiuso il torneo al primo posto con 54 punti. Retrocedono in Serie B il Modena, con 27 punti, dopo aver perso (2-0) lo spareggio con la Sampdoria, la Spal, con 24 punti, ed il Bari, con 22 punti.
In Coppa Italia, i biancazzurri vengono estromessi nel primo turno ad eliminazione diretta, perdendo per 1-0 a Cagliari.

## Divise
| Manica sinistra · Maglietta · Maglietta · Manica destra · Pantaloncini · Calzettoni · Calzettoni |
| Casa                                                                                             |

| Manica sinistra · Maglietta · Maglietta · Manica destra · Pantaloncini · Calzettoni |
| Trasferta                                                                           |

## Organigramma societario
Area direttiva
- Commissario straordinario e poi Presidente: Angelo Miceli
- Commissario straordinario: Massimo Giovannini

Area tecnica
- Allenatore: Juan Carlos Lorenzo

## Rosa
| N. |                   | Ruolo | Calciatore           |
| -- | ----------------- | ----- | -------------------- |
|    | Italia (bandiera) | P     | Franco Carrus        |
|    | Italia (bandiera) | P     | Idilio Cei           |
|    | Italia (bandiera) | P     | Alberto Recchia      |
|    | Italia (bandiera) | D     | Gianfranco Garbuglia |
|    | Italia (bandiera) | D     | Vincenzo Gasperi     |
|    | Italia (bandiera) | D     | Pierluigi Pagni      |
|    | Italia (bandiera) | D     | Bruno Pinna          |
|    | Italia (bandiera) | D     | Gabriele Rambotti    |
|    | Italia (bandiera) | D     | Diego Zanetti        |
|    | Italia (bandiera) | C     | Paolo Carosi         |
|    | Italia (bandiera) | C     | Egidio Fumagalli     |

| N. |                      | Ruolo | Calciatore          |
| -- | -------------------- | ----- | ------------------- |
|    | Italia (bandiera)    | C     | Massimo Giacomini   |
|    | Italia (bandiera)    | C     | Nello Governato     |
|    | Italia (bandiera)    | C     | Graziano Landoni    |
|    | Italia (bandiera)    | C     | Alberto Mari        |
|    | Italia (bandiera)    | C     | Bruno Mazzia        |
|    | Italia (bandiera)    | A     | Vito D'Amato        |
|    | Italia (bandiera)    | A     | Carlo Galli         |
|    | Italia (bandiera)    | A     | Mario Maraschi      |
|    | Italia (bandiera)    | A     | Giovanni Meregalli  |
|    | Argentina (bandiera) | A     | Juan Carlos Morrone |
|    | Italia (bandiera)    | A     | Orlando Rozzoni     |

## Calciomercato

### Sessione estiva
| Acquisti | Acquisti           | Acquisti       | Acquisti      |
| R.       | Nome               | da             | Modalità      |
| -------- | ------------------ | -------------- | ------------- |
| P        | Luciano Giglietti  | Taranto        | fine prestito |
| P        | Alberto Recchia    | Parma          | definitivo    |
| D        | Vittorio Calvani   | Palermo        | definitivo    |
| D        | Gabriele Rambotti  | Anconitana     | definitivo    |
| C        | Paolo Carosi       | Udinese        | fine prestito |
| C        | Pier Luigi Cignani | Palermo        | definitivo    |
| C        | Egidio Fumagalli   | Salernitana    | definitivo    |
| C        | Massimo Giacomini  | Genoa          | definitivo    |
| C        | Alberto Mari       | Sambenedettese | definitivo    |
| C        | Bruno Mazzia       | Juventus       | prestito      |
| C        | Bruno Nastri       | Salernitana    | definitivo    |
| C        | Venanzio Severini  | Marsala        | fine prestito |
| A        | Carlo Galli        | Genoa          | definitivo    |
| A        | Giovanni Meregalli | Parma          | definitivo    |
| A        | Dimitri Pinti      | Udinese        | fine prestito |

| Cessioni | Cessioni               | Cessioni        | Cessioni      |
| R.       | Nome                   | a               | Modalità      |
| -------- | ---------------------- | --------------- | ------------- |
| P        | Franco Carrus          | Empoli          | prestito      |
| P        | Luciano Giglietti      | Cirio           | prestito      |
| P        | Giuseppe Rossi         | Salernitana     | definitivo    |
| D        | Vittorio Calvani       | Genoa           | definitivo    |
| D        | Adelmo Eufemi          | Udinese         | definitivo    |
| D        | Giuseppe Galvanin      | Tevere Roma     | definitivo    |
| D        | Silvio Mancini         | Massese         | definitivo    |
| D        | Vittorio Pavone        | Sambenedettese  | prestito      |
| D        | Bruno Pinna            | Del Duca Ascoli | prestito      |
| D        | Gianni Seghedoni       | Vis Pesaro      | definitivo    |
| C        | Rubens Merighi         | Modena          | definitivo    |
| C        | Giambattista Moschino  | Torino          | fine prestito |
| C        | Bruno Nastri           | Salernitana     | prestito      |
| C        | Sergio Rodaro          | Salernitana     | prestito      |
| C        | Venanzio Severini      | Taranto         | definitivo    |
| A        | Maurizio Becchetti     | Parma           | comproprietà  |
| A        | Paolo Bernasconi       | Parma           | definitivo    |
| A        | Claudio Bizzarri       | Civitanovese    | definitivo    |
| A        | Alessandro Cancellieri | Parma           | comproprietà  |
| A        | Bruno Graziani         | Salernitana     | prestito      |
| A        | Angelo Longoni         | Vis Pesaro      | definitivo    |
| A        | Dimitri Pinti          | Parma           | fine prestito |

### Sessione autunnale
| Acquisti | Acquisti            | Acquisti    | Acquisti      |
| R.       | Nome                | da          | Modalità      |
| -------- | ------------------- | ----------- | ------------- |
| P        | Franco Carrus       | Empoli      | fine prestito |
| A        | Cataldo Di Virgilio | Salernitana | svincolato    |

| Cessioni | Cessioni           | Cessioni  | Cessioni   |
| R.       | Nome               | a         | Modalità   |
| -------- | ------------------ | --------- | ---------- |
| C        | Vito Florio        | Carrarese | definitivo |
| C        | Pier Luigi Cignani | Grosseto  | definitivo |
| A        | Giovanni Meregalli | Cosenza   | definitivo |

## Risultati

### Serie A

#### Girone di andata
| Arbitro: | Campanati (Milano) |

|                     |           |            |
| Maraschi 53’ (rig.) | Marcatori | 12’ Hamrin |

| Arbitro: | Angonese (Mestre) |

|  |           |             |
|  | Marcatori | 57’ Morrone |

| Arbitro: | Lo Bello (Siracusa) |

|           |           |               |
| Galli 25’ | Marcatori | 20’ Fortunato |

| Arbitro: | Marchese (Napoli) |

|          |           |  |
| Mari 75’ | Marcatori |  |

| Roma 6 ottobre 1963 5ª giornata | Roma           | 0 – 0 referto | Lazio | Stadio Olimpico\| Arbitro: \| Righi (Milano) \| |
| Arbitro:                        | Righi (Milano) |               |       |                                                 |

| Arbitro: | Di Tonno (Lecce) |

|  |           |            |
|  | Marcatori | 9’ Vinício |

| Arbitro: | Angonese (Mestre) |

|                           |           |           |
| Merighi 11’ Brighenti 42’ | Marcatori | 89’ Pagni |

| Arbitro: | Campanati (Milano) |

|                   |           |                                            |
| Landri 82’ (rig.) | Marcatori | 52’ (aut.) Stucchi 76’ Rozzoni 90’ Morrone |

| Arbitro: | De Marchi (Pordenone) |

|  |           |                              |
|  | Marcatori | 50’ (aut.) Mazzia 82’ Sivori |

| Arbitro: | Lo Bello (Siracusa) |

|  |           |                          |
|  | Marcatori | 21’ Zanetti 55’ Maraschi |

| Roma 24 novembre 1963 11ª giornata | Lazio             | 0 – 0 referto | Catania | Stadio Olimpico\| Arbitro: \| Roversi (Bologna) \| |
| Arbitro:                           | Roversi (Bologna) |               |         |                                                    |

| Arbitro: | Grignani (Milano) |

|                         |           |  |
| Morrone 7’ Maraschi 75’ | Marcatori |  |

| Arbitro: | Campanati (Milano) |

|               |           |  |
| Peirò 1’, 49’ | Marcatori |  |

| Arbitro: | Monti (Ancona) |

|  |           |           |
|  | Marcatori | 24’ Milan |

| Arbitro: | Angonese (Mestre) |

|            |           |  |
| Suarez 64’ | Marcatori |  |

| Arbitro: | Rigato (Mestre) |

|                     |           |  |
| Da Silva 33’ (rig.) | Marcatori |  |

| Arbitro: | Lo Bello (Siracusa) |

|             |           |                          |
| Morrone 76’ | Marcatori | 39’ Tumburus 81’ Demarco |

#### Girone di ritorno
| Arbitro: | Genel (Trieste) |

|            |           |  |
| Petris 49’ | Marcatori |  |

| Roma 2 febbraio 1964 19ª giornata | Lazio              | 0 – 0 referto | SPAL | Stadio Olimpico\| Arbitro: \| Campanati (Milano) \| |
| Arbitro:                          | Campanati (Milano) |               |      |                                                     |

| Arbitro: | Di Tonno (Lecce) |

|  |           |             |
|  | Marcatori | 24’ Morrone |

| Arbitro: | Roversi (Bologna) |

|                                             |           |                     |
| Baveni 8’ Meroni 11’ Dal Monte 59’ Bean 87’ | Marcatori | 84’ (rig.) Maraschi |

| Arbitro: | Jonni (Macerata) |

|             |           |               |
| Rozzoni 21’ | Marcatori | 78’ Carpanesi |

| Arbitro: | Ferrari (Milano) |

|                    |           |  |
| Vinício 89’ (rig.) | Marcatori |  |

| Arbitro: | Gambarotta (Genova) |

|             |           |  |
| Morrone 47’ | Marcatori |  |

| Roma 15 marzo 1964 25ª giornata | Lazio                        | 0 – 0 referto | Messina | Stadio Olimpico\| Arbitro: \| De Robbio (Torre Annunziata) \| |
| Arbitro:                        | De Robbio (Torre Annunziata) |               |         |                                                               |

| Arbitro: | Jonni (Macerata) |

|  |           |                                     |
|  | Marcatori | 3’ Landoni 27’ Maraschi 43’ Morrone |

| Arbitro: | Marchese (Napoli) |

|               |           |  |
| Governato 41’ | Marcatori |  |

| Arbitro: | Righi (Milano) |

|               |           |  |
| Cinesinho 82’ | Marcatori |  |

| Mantova 19 aprile 1964 29ª giornata | Mantova            | 0 – 0 referto | Lazio | Stadio Danilo Martelli\| Arbitro: \| Angelini (Firenze) \| |
| Arbitro:                            | Angelini (Firenze) |               |       |                                                            |

| Roma 26 aprile 1964 30ª giornata | Lazio              | 0 – 0 referto | Torino | Stadio Olimpico\| Arbitro: \| Campanati (Milano) \| |
| Arbitro:                         | Campanati (Milano) |               |        |                                                     |

| Arbitro: | Di Tonno (Lecce) |

|               |           |                    |
| Domenghini 6’ | Marcatori | 45’ (aut.) Gardoni |

| Roma 17 maggio 1964 32ª giornata | Lazio                 | 0 – 0 referto | Inter | Stadio Olimpico\| Arbitro: \| De Marchi (Pordenone) \| |
| Arbitro:                         | De Marchi (Pordenone) |               |       |                                                        |

| Roma 24 maggio 1964 33ª giornata | Lazio           | 0 – 0 referto | Sampdoria | Stadio Olimpico\| Arbitro: \| Genel (Trieste) \| |
| Arbitro:                         | Genel (Trieste) |               |           |                                                  |

| Arbitro: | Marchese (Napoli) |

|                   |           |  |
| Haller 17’ (rig.) | Marcatori |  |

### Coppa Italia
| Arbitro: | Cirone (Palermo) |

|               |           |  |
| Torriglia 26’ | Marcatori |  |

## Statistiche

### Statistiche di squadra
| Competizione | Punti | In casa | In casa | In casa | In casa | In casa | In casa | In trasferta | In trasferta | In trasferta | In trasferta | In trasferta | In trasferta | Totale | Totale | Totale | Totale | Totale | Totale | DR |
| Competizione | Punti | G       | V       | N       | P       | Gf      | Gs      | G            | V            | N            | P            | Gf           | Gs           | G      | V      | N      | P      | Gf     | Gs     | DR |
| ------------ | ----- | ------- | ------- | ------- | ------- | ------- | ------- | ------------ | ------------ | ------------ | ------------ | ------------ | ------------ | ------ | ------ | ------ | ------ | ------ | ------ | -- |
| Serie A      | 30    | 17      | 4       | 9       | 4       | 9       | 9       | 17           | 5            | 3            | 9            | 12           | 15           | 34     | 9      | 12     | 13     | 21     | 24     | -3 |
| Coppa Italia |       | 0       | 0       | 0       | 0       | 0       | 0       | 1            | 0            | 0            | 1            | 0            | 1            | 1      | 0      | 0      | 1      | 0      | 1      | -1 |
| Totale       |       | 17      | 4       | 9       | 4       | 9       | 9       | 18           | 5            | 3            | 10           | 12           | 16           | 35     | 9      | 12     | 14     | 21     | 25     | -4 |

### Statistiche dei giocatori
Nel conteggio delle reti realizzate si aggiungano due autoreti a favore e due reti attribuite a tavolino.
| Giocatore    | Serie A  | Serie A | Coppa Italia | Coppa Italia | Totale   | Totale |
| Giocatore    | Presenze | Reti    | Presenze     | Reti         | Presenze | Reti   |
| ------------ | -------- | ------- | ------------ | ------------ | -------- | ------ |
| P. Carosi    | 18       | 0       | -            | -            | 18       | 0      |
| F. Carrus    | -        | -       | -            | -            | -        | -      |
| I. Cei       | 32       | -21     | -            | -            | 32       | -21    |
| V. D'Amato   | -        | -       | 1            | 0            | 1        | 0      |
| E. Fumagalli | -        | -       | -            | -            | -        | -      |
| C. Galli     | 23       | 1       | -            | -            | 23       | 1      |
| G. Garbuglia | 22       | 0       | 1            | 0            | 23       | 0      |
| V. Gasperi   | 29       | 0       | 1            | 0            | 30       | 0      |
| M. Giacomini | 15       | 0       | -            | -            | 15       | 0      |
| N. Governato | 26       | 1       | -            | -            | 26       | 1      |
| G. Landoni   | 34       | 1       | -            | -            | 34       | 1      |
| M. Maraschi  | 31       | 5       | -            | -            | 31       | 5      |
| A. Mari      | 6        | 1       | 1            | 0            | 7        | 1      |
| B. Mazzia    | 24       | 0       | 1            | 0            | 25       | 0      |
| G. Meregalli | -        | -       | 1            | 0            | 1        | 0      |
| J.C. Morrone | 31       | 5       | 1            | 0            | 32       | 5      |
| P. Pagni     | 34       | 1       | 1            | 0            | 35       | 1      |
| B. Pinna     | -        | -       | 1            | 0            | 1        | 0      |
| G. Rambotti  | 2        | 0       | 1            | 0            | 3        | 0      |
| A. Recchia   | 2        | -3      | 1            | -1           | 3        | -4     |
| O. Rozzoni   | 15       | 1       | -            | -            | 15       | 1      |
| D. Zanetti   | 30       | 1       | 1            | 0            | 31       | 1      |

## Riserve
La squadra riserve della Lazio ha disputato nella stagione 1963-1964 il Campionato De Martino.

## Rosa
| N. |                   | Ruolo | Calciatore           |
| -- | ----------------- | ----- | -------------------- |
|    | Italia (bandiera) | P     | Pietro Bottiglieri   |
|    | Italia (bandiera) | P     | Marino Casadei       |
|    | Italia (bandiera) | P     | Fabio Ciani          |
|    | Italia (bandiera) | P     | Alberto Recchia      |
|    | Italia (bandiera) | D     | Ezio Campidonico     |
|    | Italia (bandiera) | D     | Corrado Corradini    |
|    | Italia (bandiera) | D     | Gianfranco Garbuglia |
|    | Italia (bandiera) | D     | Mario Fabrizi        |
|    | Italia (bandiera) | D     | Vito Florio          |
|    | Italia (bandiera) | D     | Mimmo Mommi          |
|    | Italia (bandiera) | D     | Ezio Paparelli       |
|    | Italia (bandiera) | D     | Vittorio Pavone      |
|    | Italia (bandiera) | D     | Gabriele Rambotti    |
|    | Italia (bandiera) | D     | Piero Sterbini       |
|    | Italia (bandiera) | C     | Giancarlo Baldelli   |
|    | Italia (bandiera) | C     | Pier Luigi Cignani   |
|    | Italia (bandiera) | C     | Mario De Ruggiero    |

| N. |                      | Ruolo | Calciatore          |
| -- | -------------------- | ----- | ------------------- |
|    | Italia (bandiera)    | C     | Egidio Fumagalli    |
|    | Italia (bandiera)    | C     | Massimo Giacomini   |
|    | Italia (bandiera)    | C     | Mauro Giannattasio  |
|    | Italia (bandiera)    | C     | Alberto Mari        |
|    | Italia (bandiera)    | C     | Alessandro Marini   |
|    | Italia (bandiera)    | C     | Bruno Pinna         |
|    | Italia (bandiera)    | A     | Angelo Andreotti    |
|    | Italia (bandiera)    | A     | Pietro Baldini      |
|    | Italia (bandiera)    | A     | Roberto Cecchi      |
|    | Italia (bandiera)    | A     | Orlando Cerioli     |
|    | Italia (bandiera)    | A     | Vito D'Amato        |
|    | Italia (bandiera)    | A     | Cataldo Di Virgilio |
|    | Italia (bandiera)    | A     | Giovanni Meregalli  |
|    | Argentina (bandiera) | A     | Juan Carlos Morrone |
|    | Italia (bandiera)    | A     | Rossano Mosci       |
|    | Italia (bandiera)    | A     | Orlando Rozzoni     |
|    | Italia (bandiera)    | A     | Luigi Sebastiani    |